# Етнографічно-меморіальний музей Володимира Гнатюка
Музей Володимира Гнатюка — обласний комунальний етнографічно-меморіальний музей у селі Велеснів Монастириського району Тернопільської області. Заснований з ініціативи і за участі Остапа Черемшинського, який був директором музею від дня його відкриття 31 травня 1969 року.

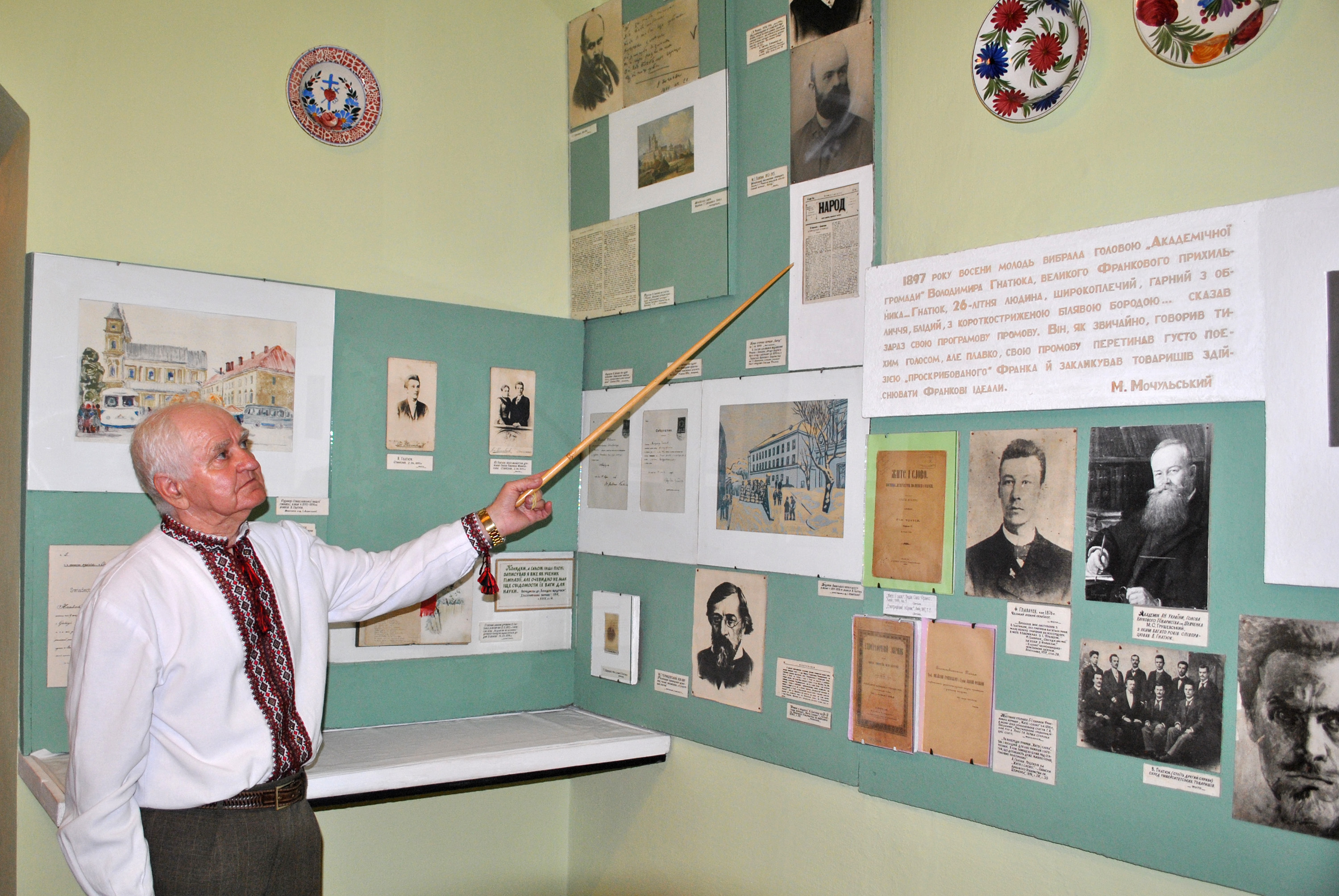
Остап Черемшинський проводить екскурсію в музеї Володимира Гнатюка (19.04.2013)

Для музею у 1964—1967 роках було споруджено окремий будинок. У зібранні матеріалів та експонатів брали участь Ігор Ґерета, Бума (Борис) Ельгорт, інші наукові працівники Тернопільського обласного краєзнавчого музею. Співпрацювали з організаторами музею Микола Мушинка, чеський україніст Ф. Главачек, Ірина Коцюбинська, дочка Володимира Гнатюка Олександра Піснячевська та інші. Допомогли у створенні музею Львівська наукова бібліотека, ГМФЕ імені Максима Рильського, Інститут літератури імені Тараса Шевченка АН України та інші.
Експозицію оформляли київські художники Юрій Кисличенко й Ірина Левитська. У фондах — понад 7 тис. експонатів. Спочатку музей діяв у 5, від 1976 р. — у 8 кімнатах.
- В експозиції 1-4-ї кімнат — матеріали про життя і наукової діяльність Володимира Гнатюка. Є його речі, світлини, альбоми, книги з автографами вченого, предмети, що він зібрав під час експедиції.
- 5-а кімната — «Вшанування пам'яті В. Гнатюка».
- 6-а — меморіальна «Вітальня сім'ї В. Гнатюка».
- 7-а кімната — мемор. «Робочий кабінет В. Гнатюка». Тут є особисті речі вченого та членів його сім'ї, рукописи і листи В. Гнатюка, рукописні фольклорні збірки Осипа Бодянського, Ф. Главачека, С. Грабовського, Зоряна Доленги-Ходаковського, Івана Франка з архіву В. Гнатюка, спогади про нього Івана Крип'якевича, видання праць вченого, книги з його бібліотеки, альбоми тощо.
- 8-а кімната — фондова та виставкова. Тут розміщені основні фонди музею та наукова бібліотека, постійні виставки «Сива давнина Велеснева», «Велеснів крізь віки» й організовуються тимчасові тематичні виставки.

1969 року музей відвідав Володимир Івасюк, який, натрапивши на фольклорні матеріали В. Гнатюка, використав їх для написання пісні «Червона рута».
Перед входом у музей — погруддя В. Гнатюка (1971, скульптор Лука Біганич, архітектор Володимир Блюсюк).

## Галерея

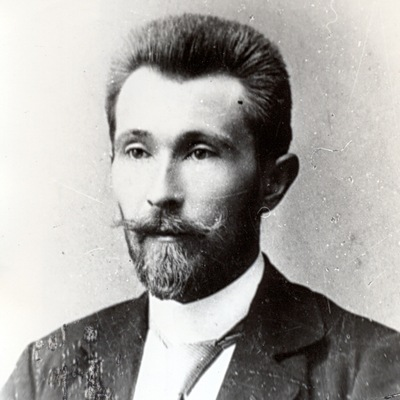
Володимир Гнатюк (1871—1926)
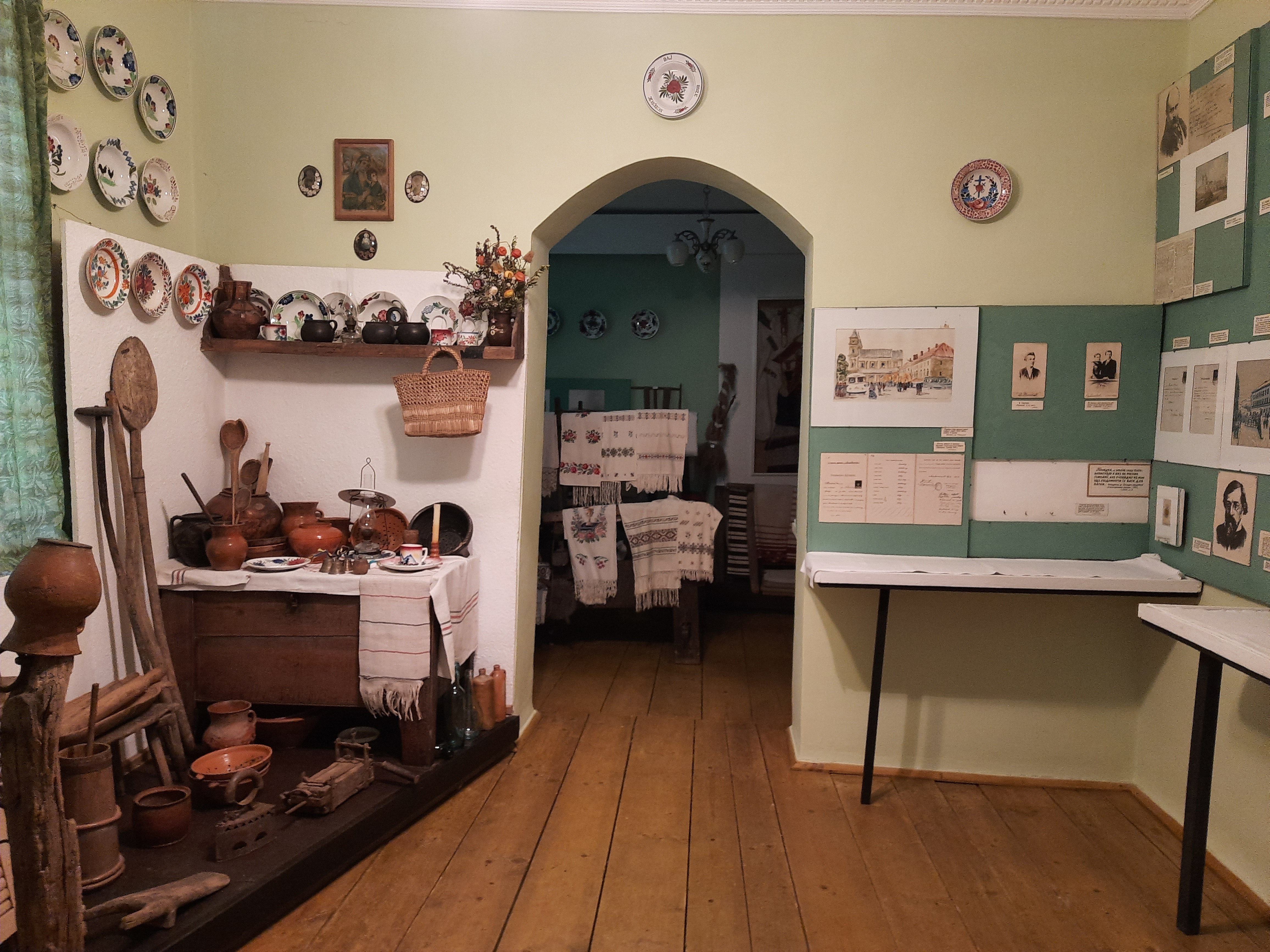
Експозиції музею
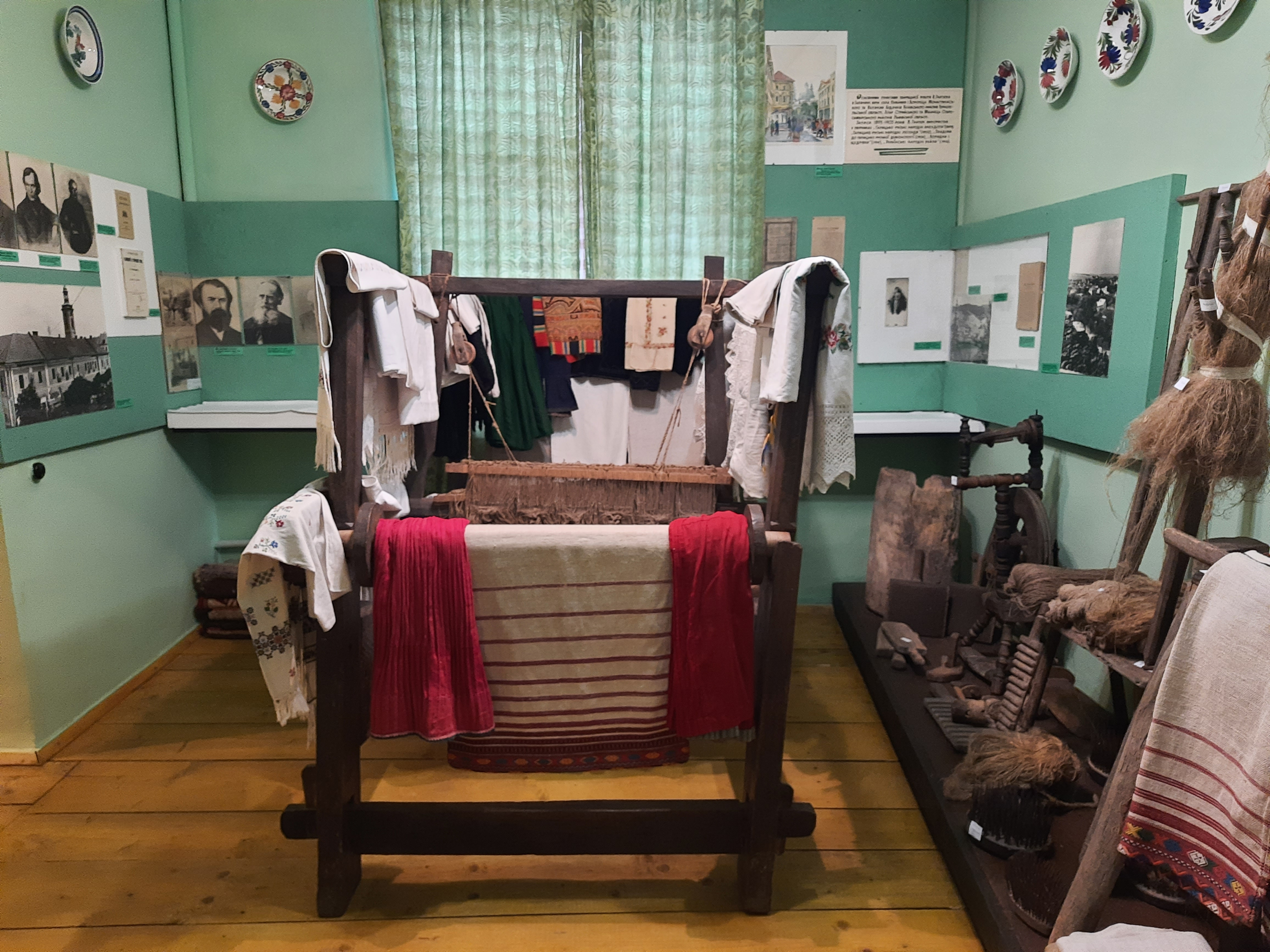
Експонати музею.
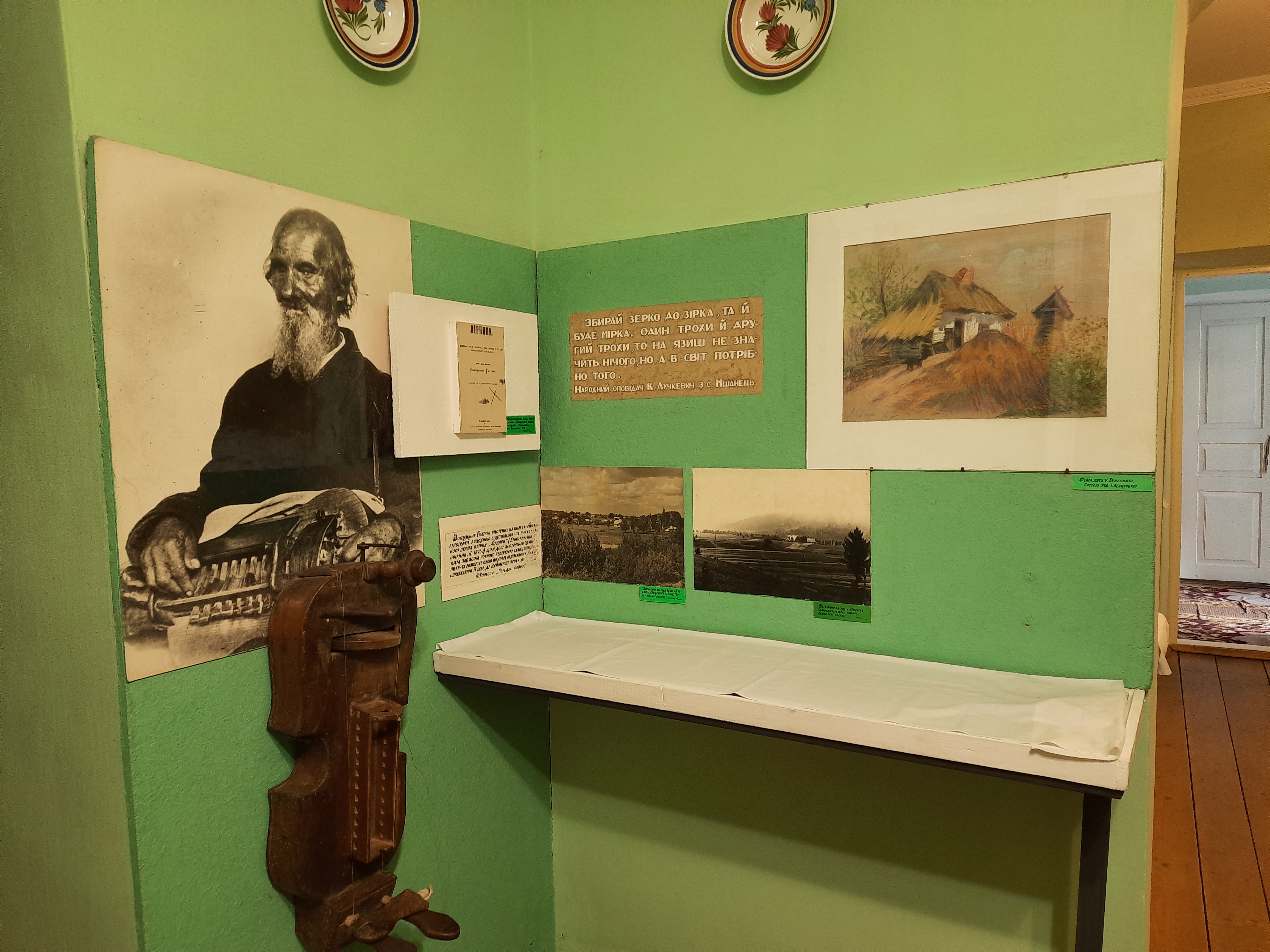
Експонати музею
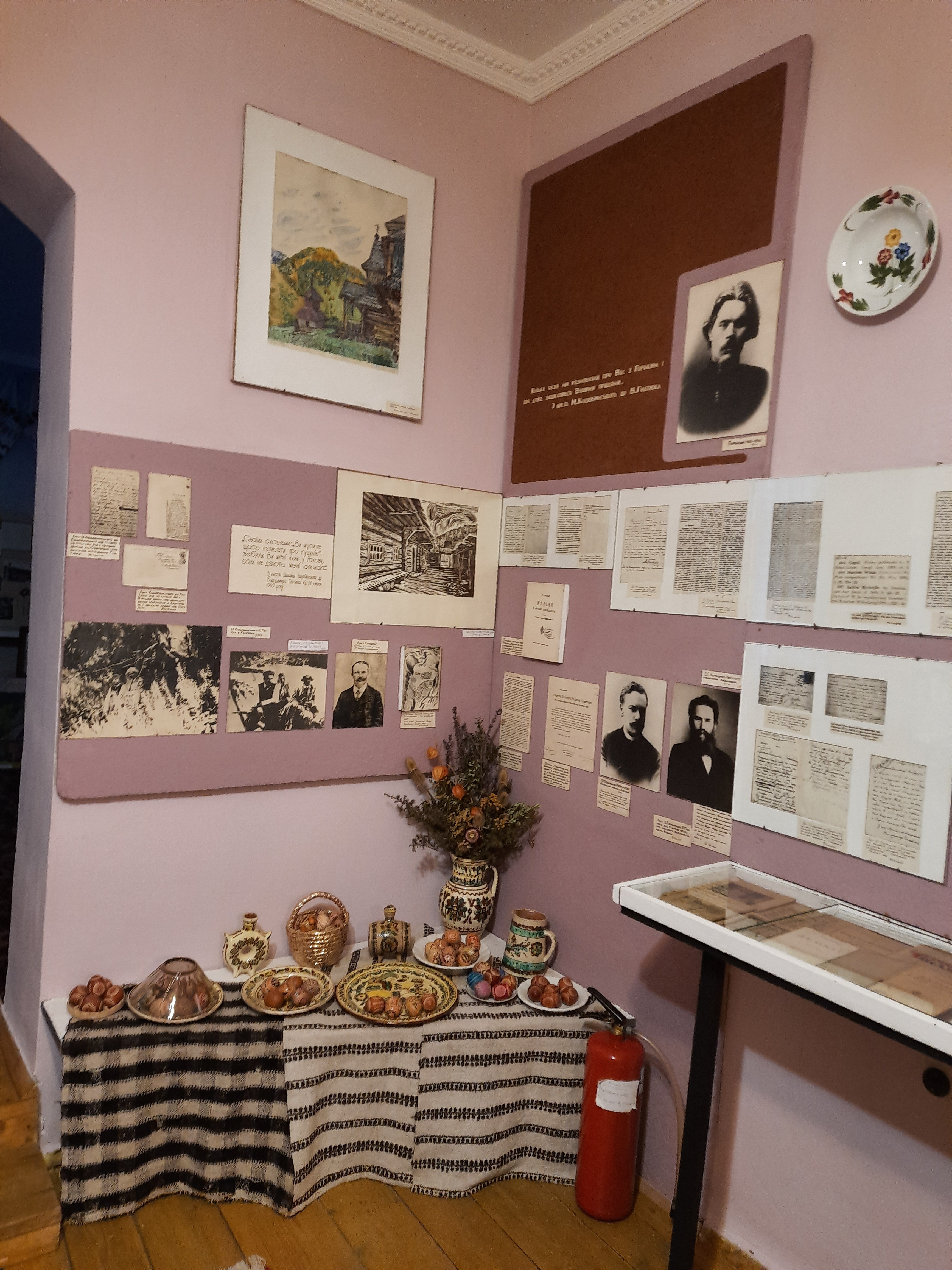
Експонати музею
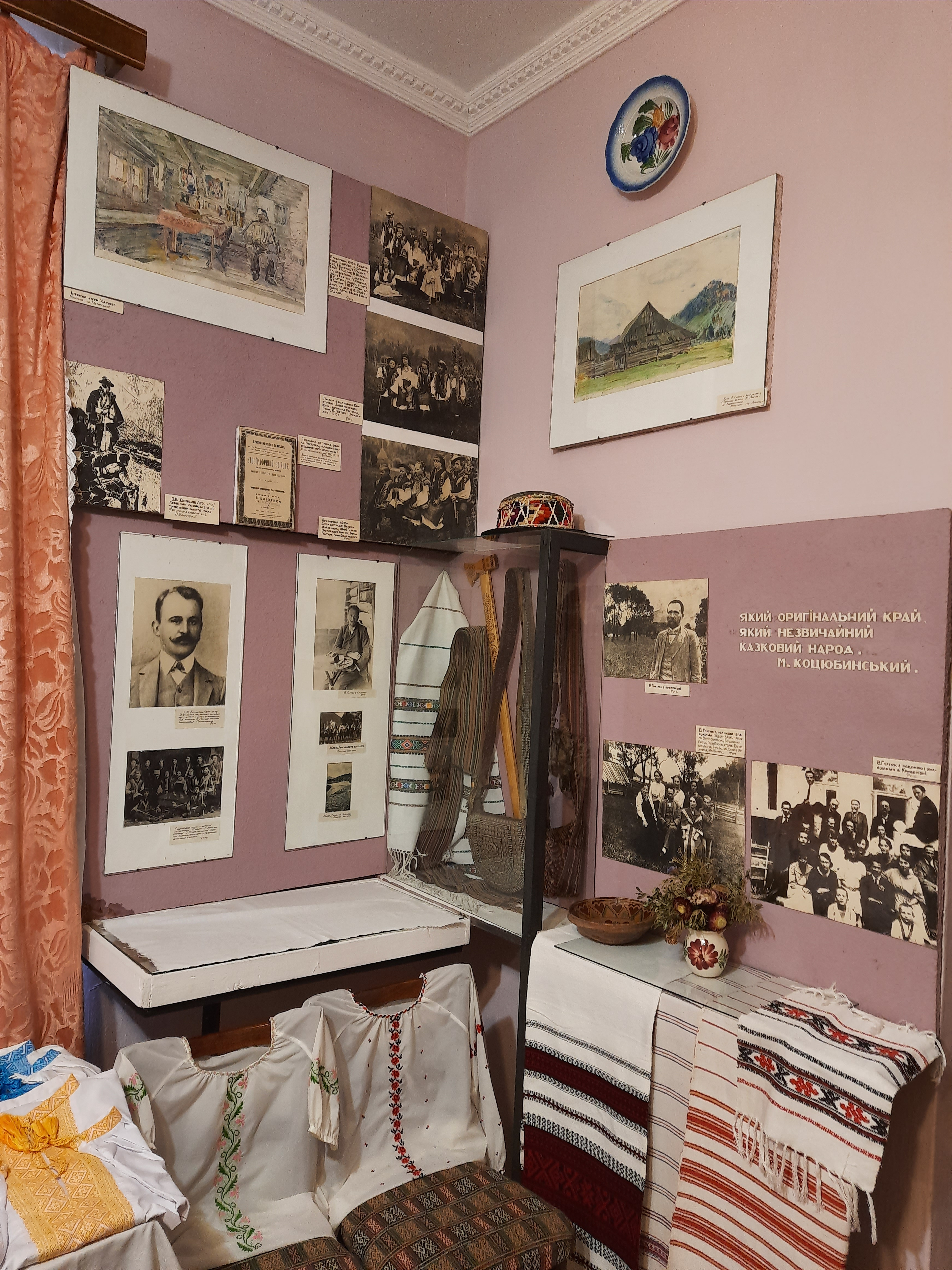
Експонати музею
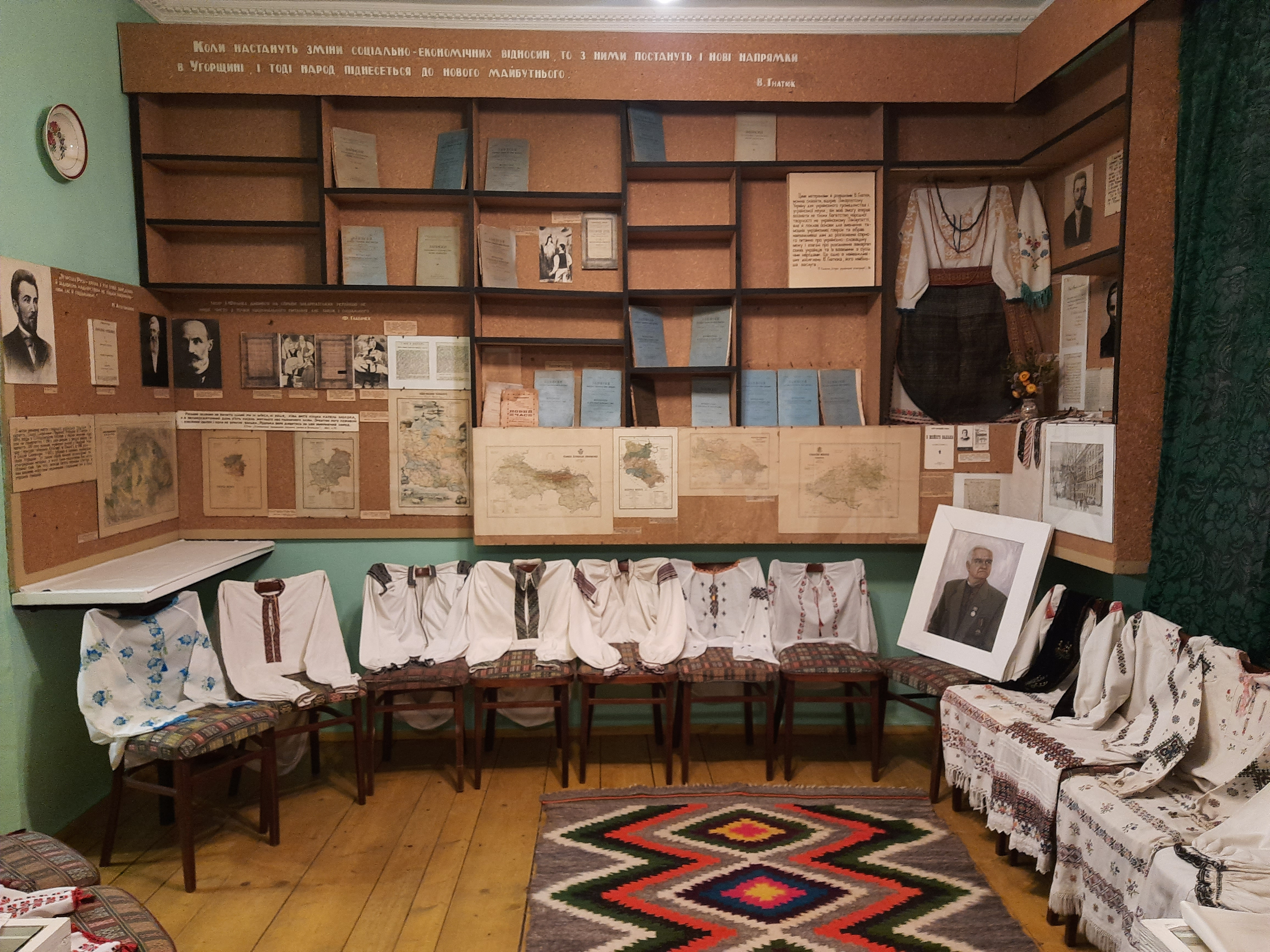
Експонати музею
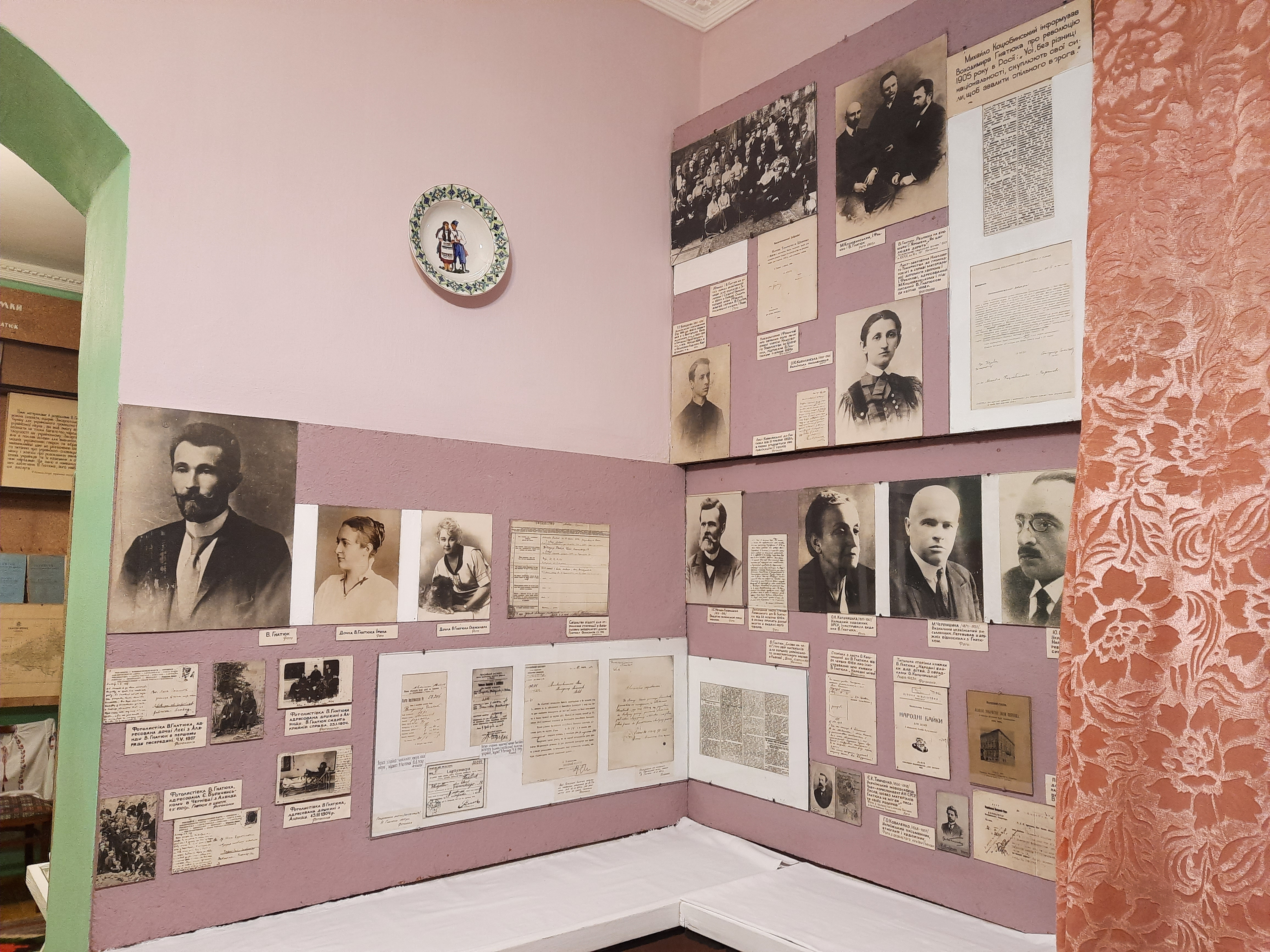
Експонати музею
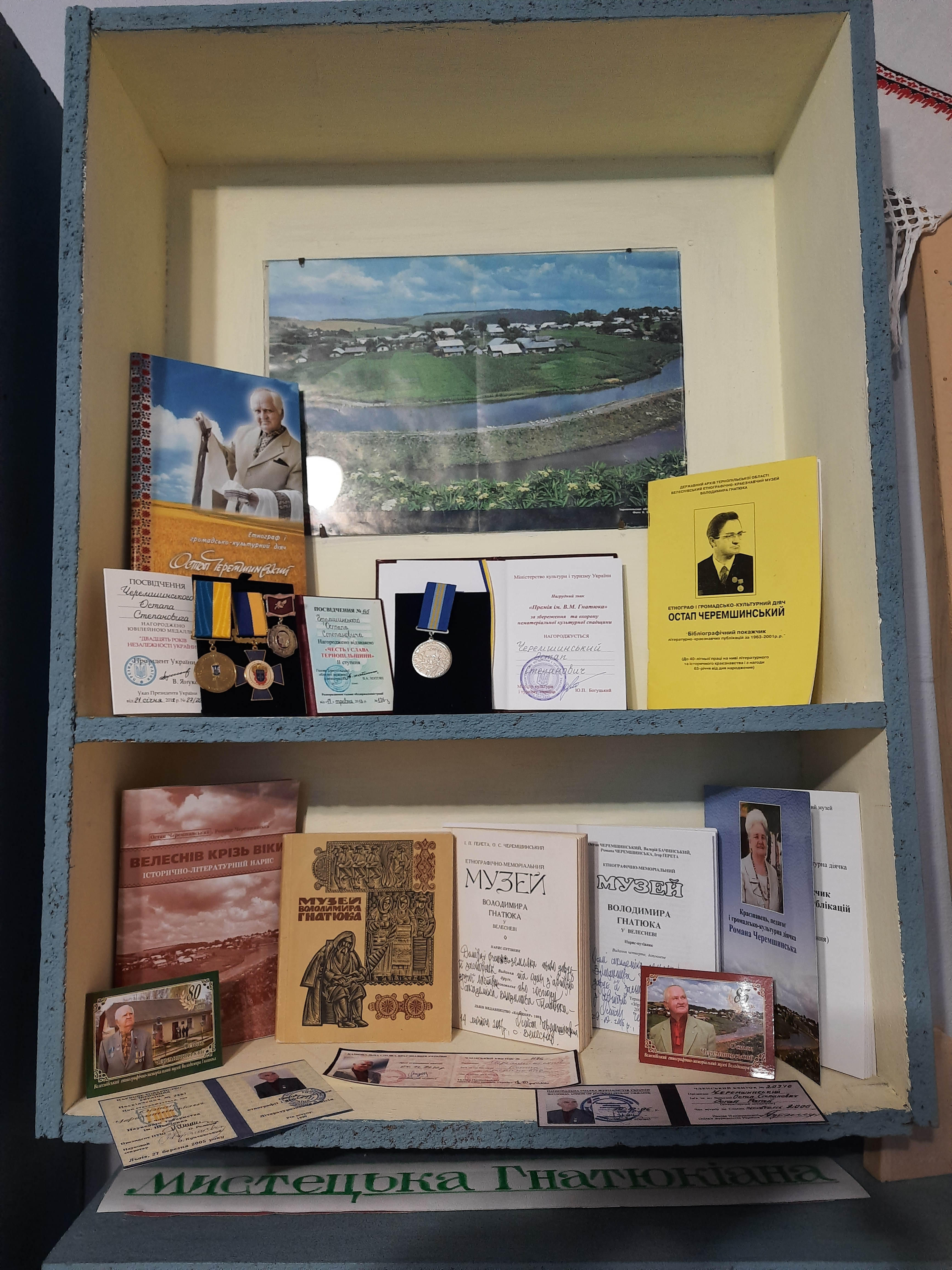
Експонати музею
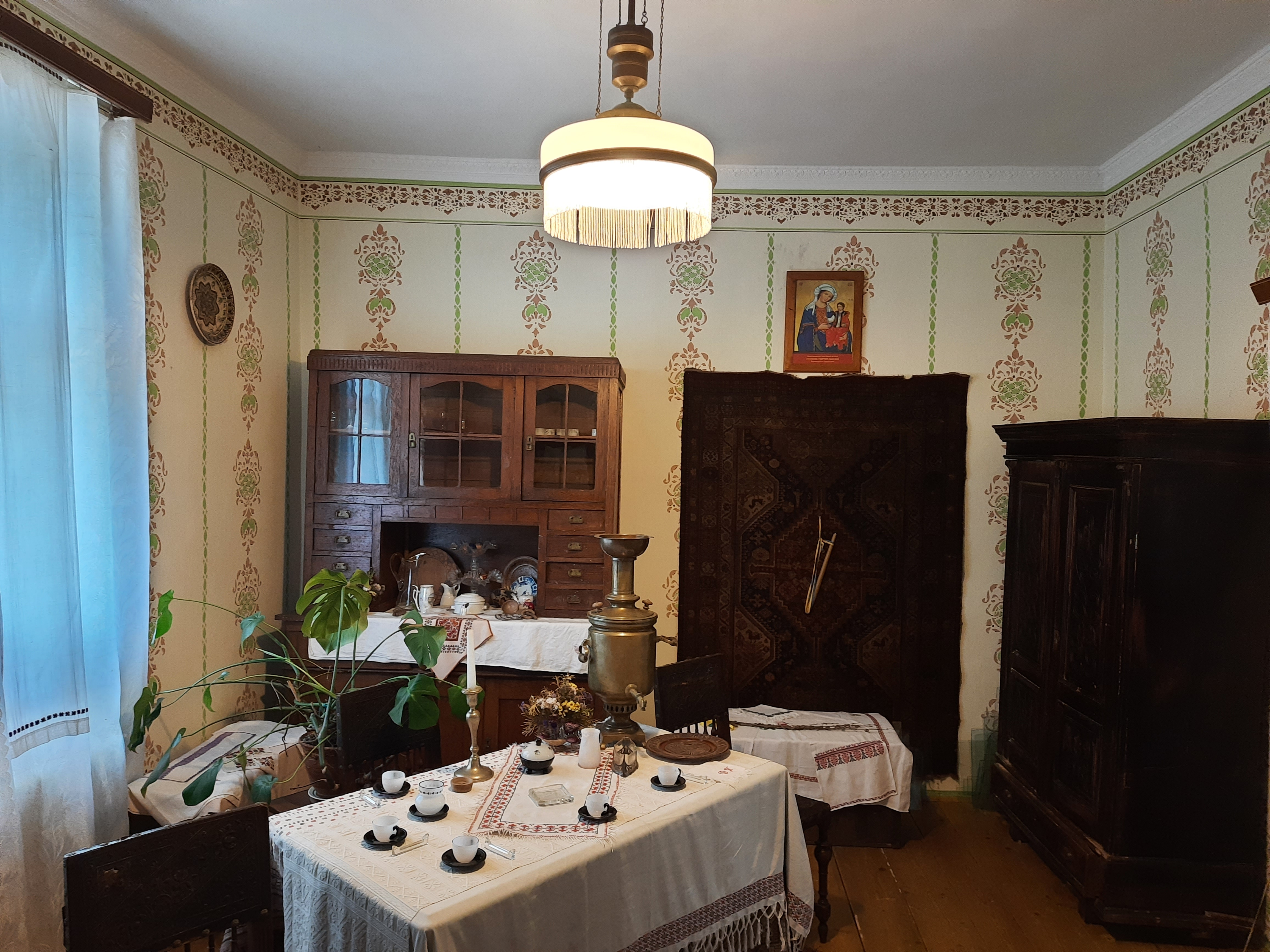
Експонати музею
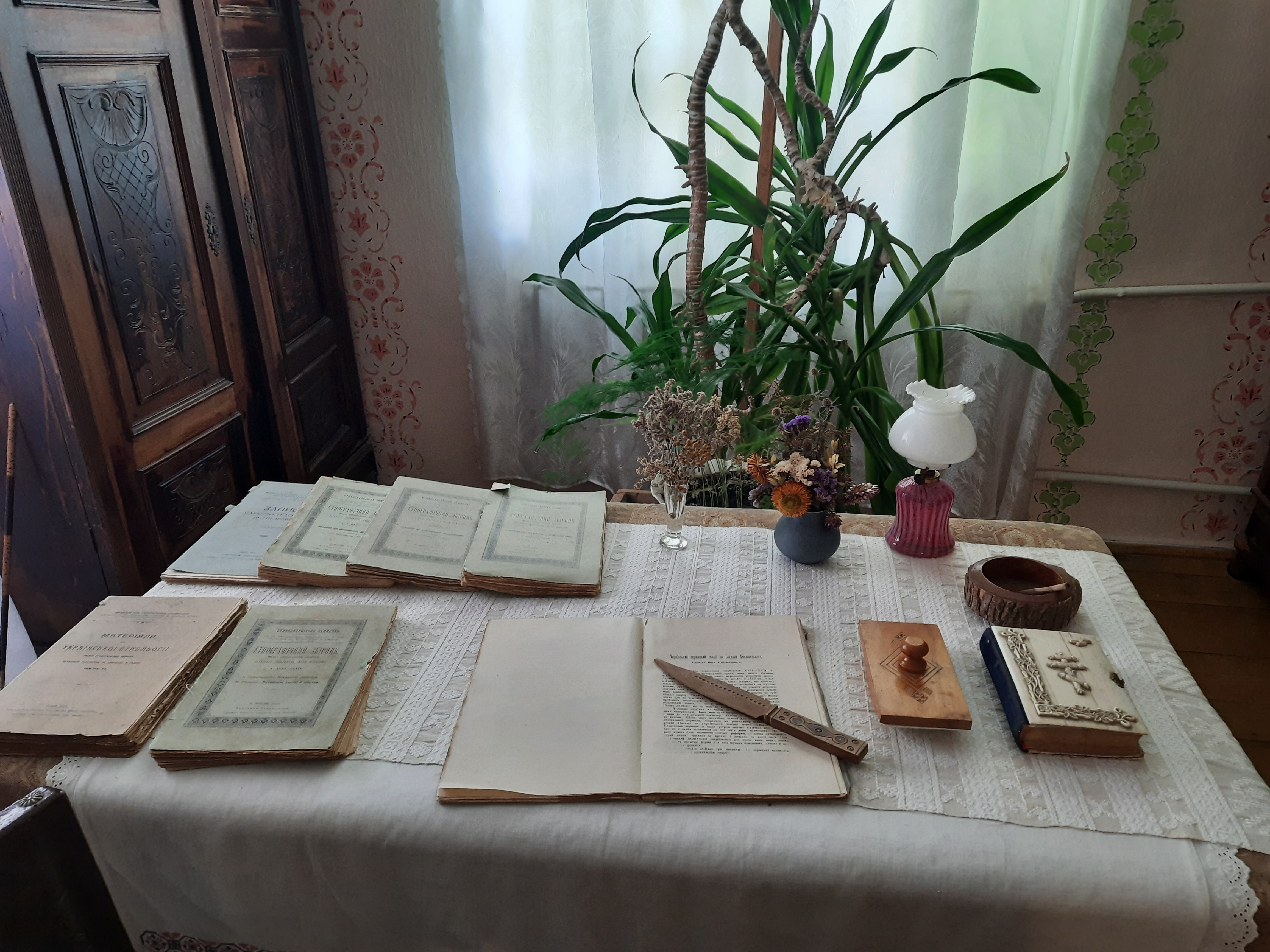
Експонати музею
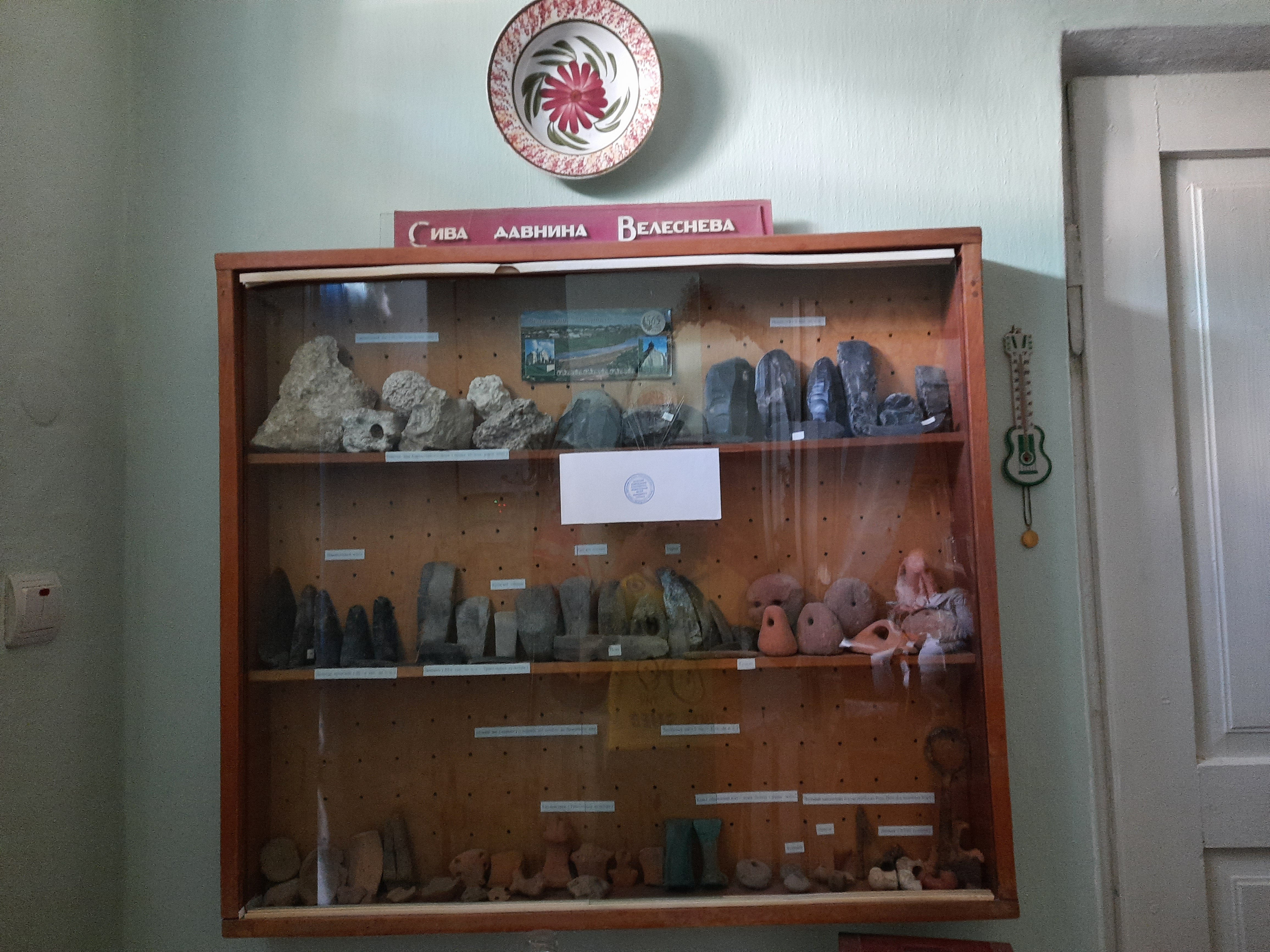
Експонати музею